# Ampithoe katae
Ampithoe katae is een vlokreeftensoort uit de familie van de Ampithoidae. De wetenschappelijke naam van de soort is voor het eerst geldig gepubliceerd in 2007 door Peart.